# 夏尔·戴高乐 (1948年)
夏尔·戴高乐（Charles de Gaulle， 1948年9月25日—），出生于第戎，是一名法国律师和政治家。他是法國總統夏爾·戴高樂将军的孙子。

## 生平
夏尔·戴高乐的父母是菲利普·戴高乐和恩利耶特·德·蒙塔莱姆贝尔（Henriette de Montalembert）。
从1971年开始夏尔·戴高乐在巴黎从事律师业务。从1980年代开始他介入法国政界。从1986年至1992年他是法国民主联盟在北部-加来海峡大区的大区议会代表团。从1989年至1990年他任上塞纳省吕埃尔-马尔迈松第一副市长。此外1989年他作为瓦勒里·季斯卡·德斯坦党派候选人参加欧洲议院选举。1993年由于一名议员辞职他进入欧洲议员。
在1994年的欧洲议院选举中他加入菲利普·德·维里耶的为法国运动获选。该党派尤其反对引入欧元和欧洲联邦化。从1998年开始夏尔·戴高乐日益靠近民族陣線。在欧洲议会中他反对撤销讓-馬里·勒龐的议员特权。1999年他作为民族陣線候选人参加欧洲选举，2001年他又作为民族陣線候选人参加巴黎地方选举。2004年他没有被重选。
夏尔·戴高乐是民族陣線政治办公室的成员。